# Schitul Sfinții Apostoli Petru și Pavel din Dragomirna

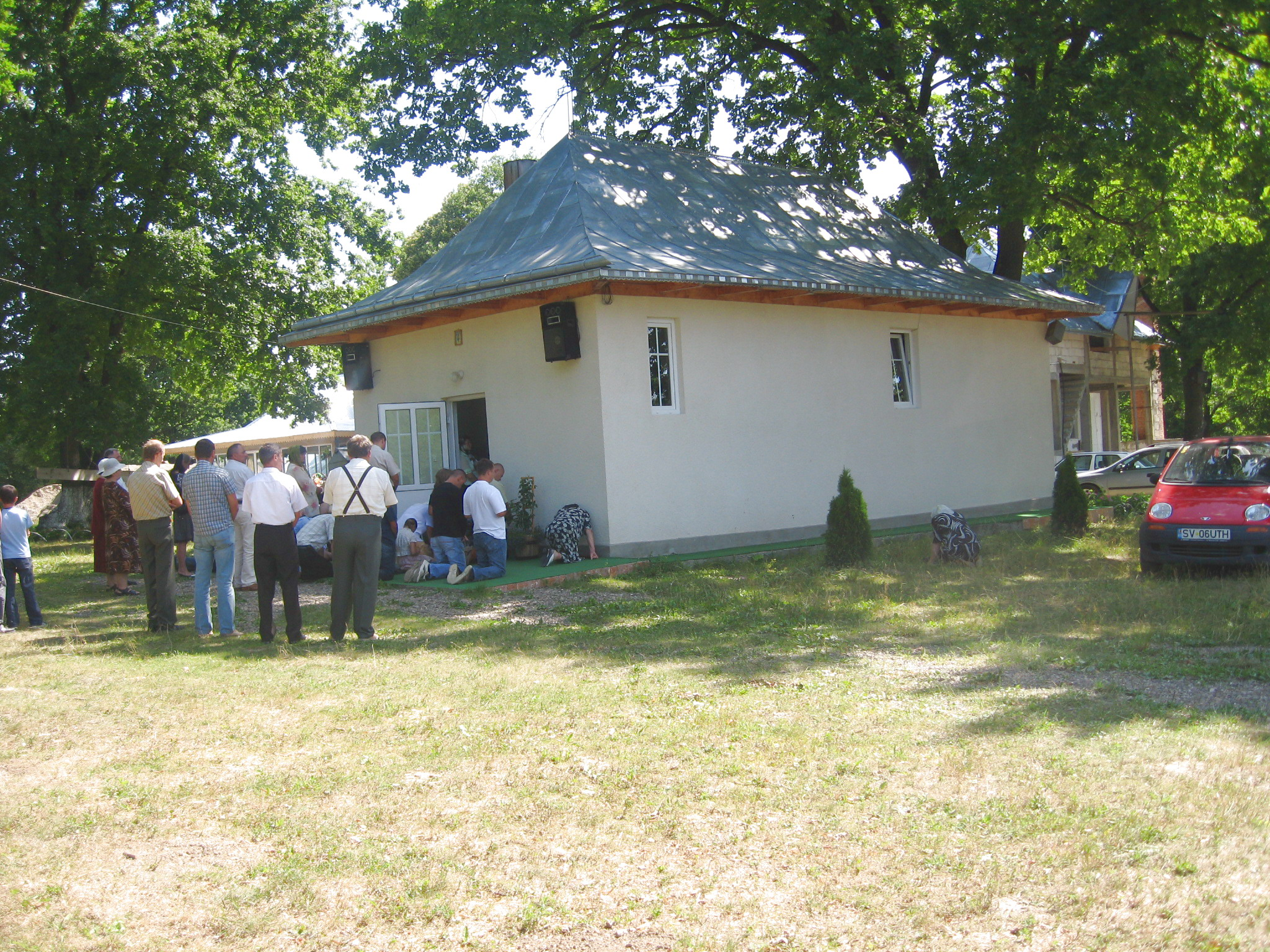
Schitul Sfinții Apostoli Petru și Pavel din Dragomirna

Schitul Sfinții Apostoli Petru și Pavel din Dragomirna este un schit de călugărițe ridicat în 2002 în localitatea Dragomirna (județul Suceava), aflat la o distanță de 3 km de Mănăstirea Dragomirna. 

## Istoric
Schitul Sfinților Apostoli Petru și Pavel se află situat într-o poiană, vizitatorii trebuind să traverseze prin pădure un drum pietruit pentru a ajunge. Drumul este practicabil și pentru autoturisme de mică capacitate, deși pe timp de iarna apar unele probleme. 
Hramul schitului este sărbătoarea Sf. Apostoli Petru și Pavel (prăznuită în fiecare an la data de 29 iunie). 

## Fotogalerie

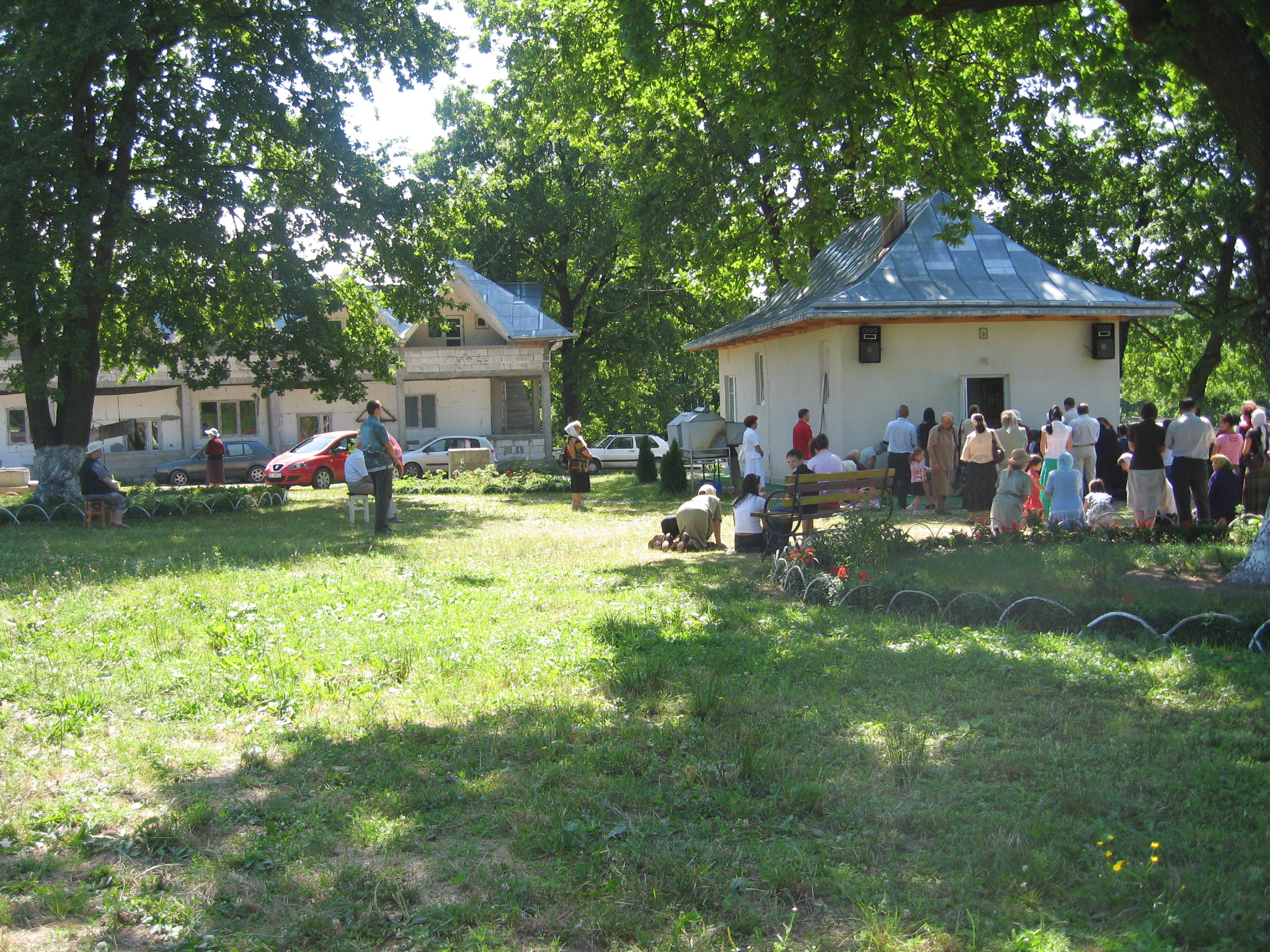
Biserica şi chiliile
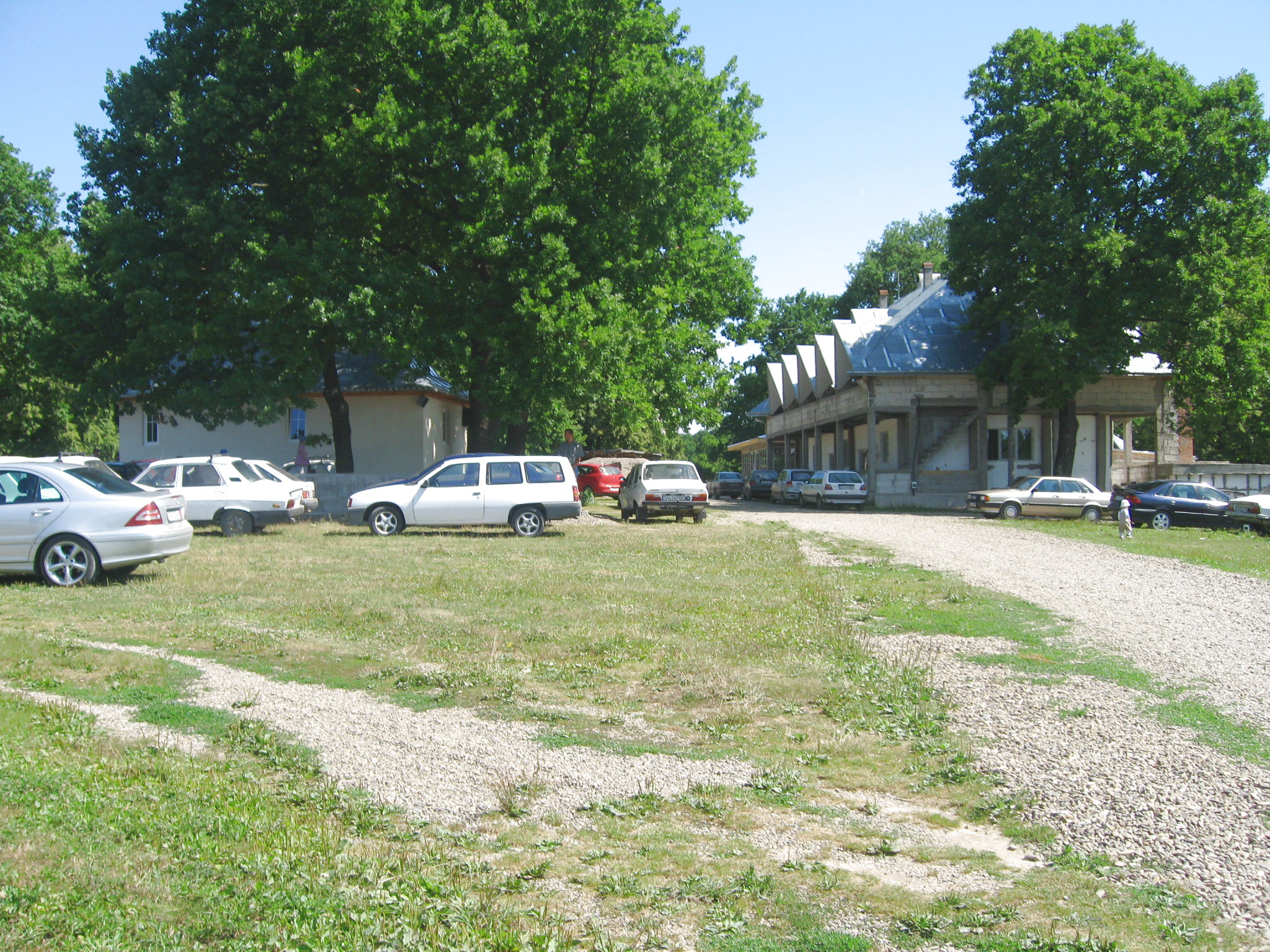
Biserica
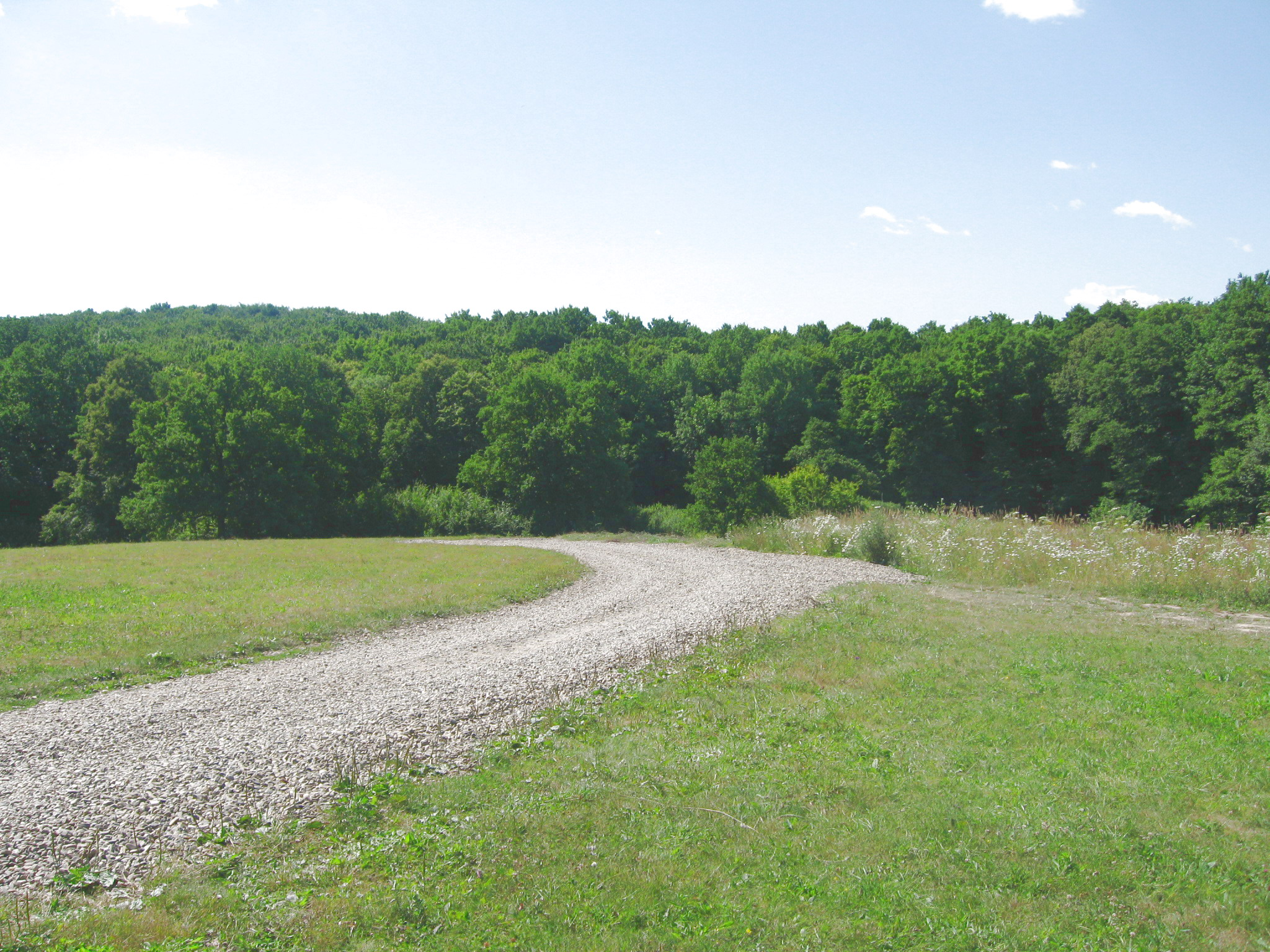
Drumul până la schit
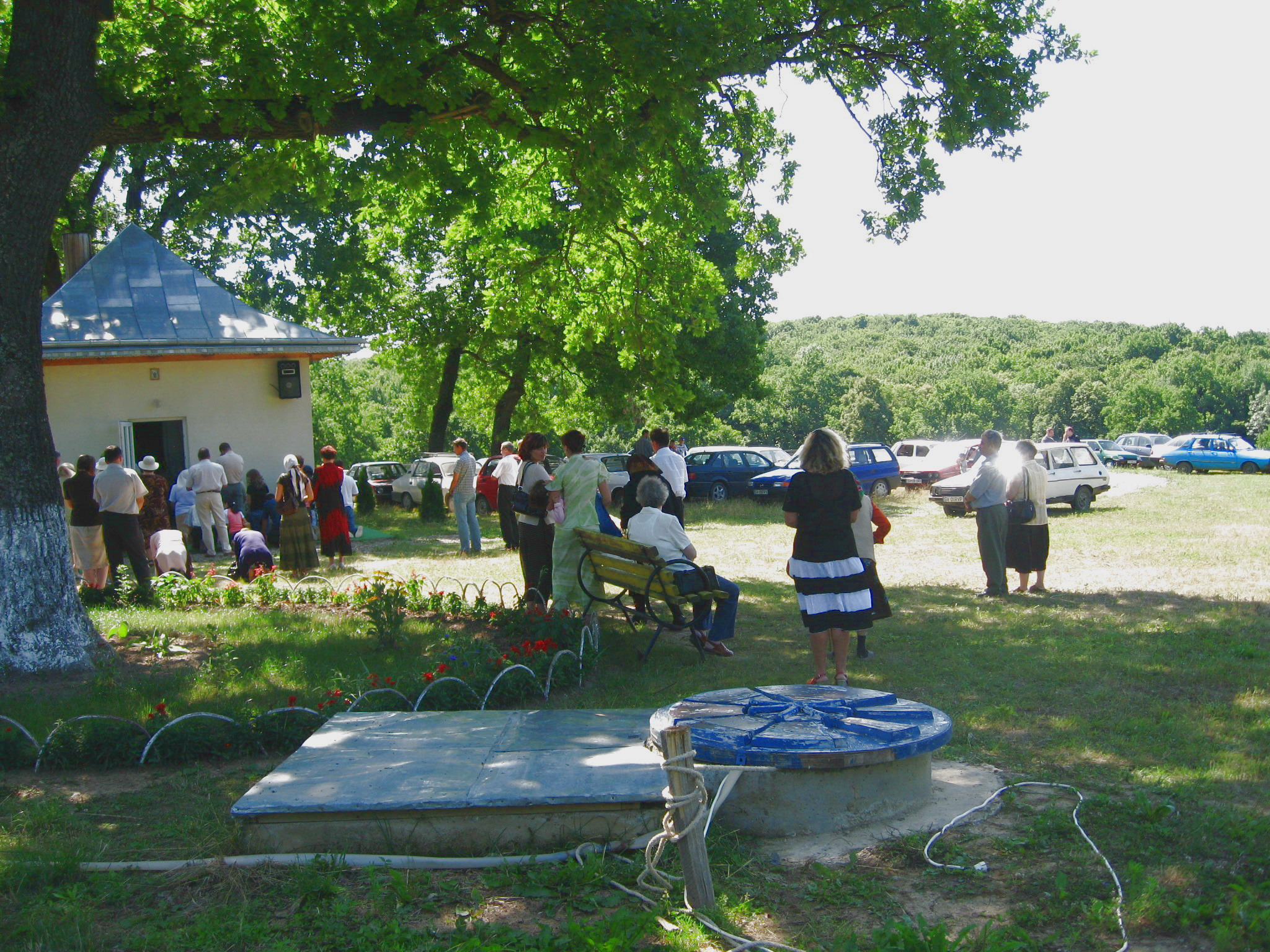
Peisaj

 Acest articol despre o mănăstire din România este deocamdată un ciot. Puteți ajuta Wikipedia prin completarea lui !